# Мамед Садыг Аран
Мамед Садыг Аран (азерб. Məhəmməd Sadıq Aran; 1895, Уруд, Зангезурский уезд — 28 мая 1971, Стамбул, Турция) полное имя Мамедсадыг Самих оглы Ахундзаде (азерб. Məhəmmədsadıq Samix oğlu Axundzadə) — азербайджанский писатель, член парламента Азербайджанской Демократической Республики, член азербайджанской эмиграции.

## Биография
Мамедсадыг Самих оглу Ахундзаде родился в семье священнослужителя в 1895 году, в деревне Уруд Зангезурского уезда. Начальное образование получил в семье, обучался Корану и персидскому языку. Позже, выступал в Баку со стихами в таких издательствах, как «Фэюзат» и «Ачыг соз». Некоторое время жил в городе Марага в Южном Азербайджане и открыл там начальную школу. В 1917 году Мамед Садыг, открыв в Горисе школу, занялся обучением детей. После провозглашения Азербайджанской Демократической Республики 28 мая 1918 года, он был избран депутатом от Зангезура в Парламент АДР. Аран также был членом комиссии по беженцам от партии «Мусават».
После оккупации Азербайджанской Демократической Республики некоторое время руководил подпольной организацией партии «Мусават», действующей в Карабахе. В 1923 году он отправился в Тифлис для налаживания связей с грузинскими социал-демократами, но был арестован в Тифлисе. Позже Арана выпустили, так как притворился сумасшедшим. После этого он уехал в Южный Азербайджан, а оттуда в Турцию. Год жил в Трабзоне и работал учителем, а затем отправился в Стамбул.
В Стамбуле Аран становится главой молодёжной организации «Азери Тюрк», созданной иностранным бюро партии Мусават. Секретарём этой организации был Исмаил Сары Имангулуоглу, а активными участниками были Шефи-бек Рустамбейли, Селим Агасыбейли, Мухаммед Агаоглу, Ниязи Юсифбейли, Искендер-хан Хойский, М. Хаджизаде, Х. Джамалбеков. В это же время Мамед Садыг руководит журналом «Азери Тюрк». В 1927 году начинает образование на факультете литературы в Стамбуле. В начале 1930 года Аран отправляется в Финляндию и открывает там школу. В этой школе он преподаёт для тюрков Идель-Урала и создаёт ассоциацию «Туранский Очаг». В 1932 году издаёт газету «Новый Туран» в Финляндии и пишет в нём о тюркском мире. В 1936 году обратно возвращается в Стамбул. Аран в 1939-41 годах работал в Иране как представитель газет «Улус» и «Джумхуриет». Работал во многих эмигрантских газетах и журналах в Турции и издал несколько книг в число которых входил «Иранские тюрки», «По стопам Эргенекона» и прочие. Мамед Садыг Аран скончался 28 мая 1971 года в Стамбуле и был похоронен на кладбище Ферикёй.

## Галерея

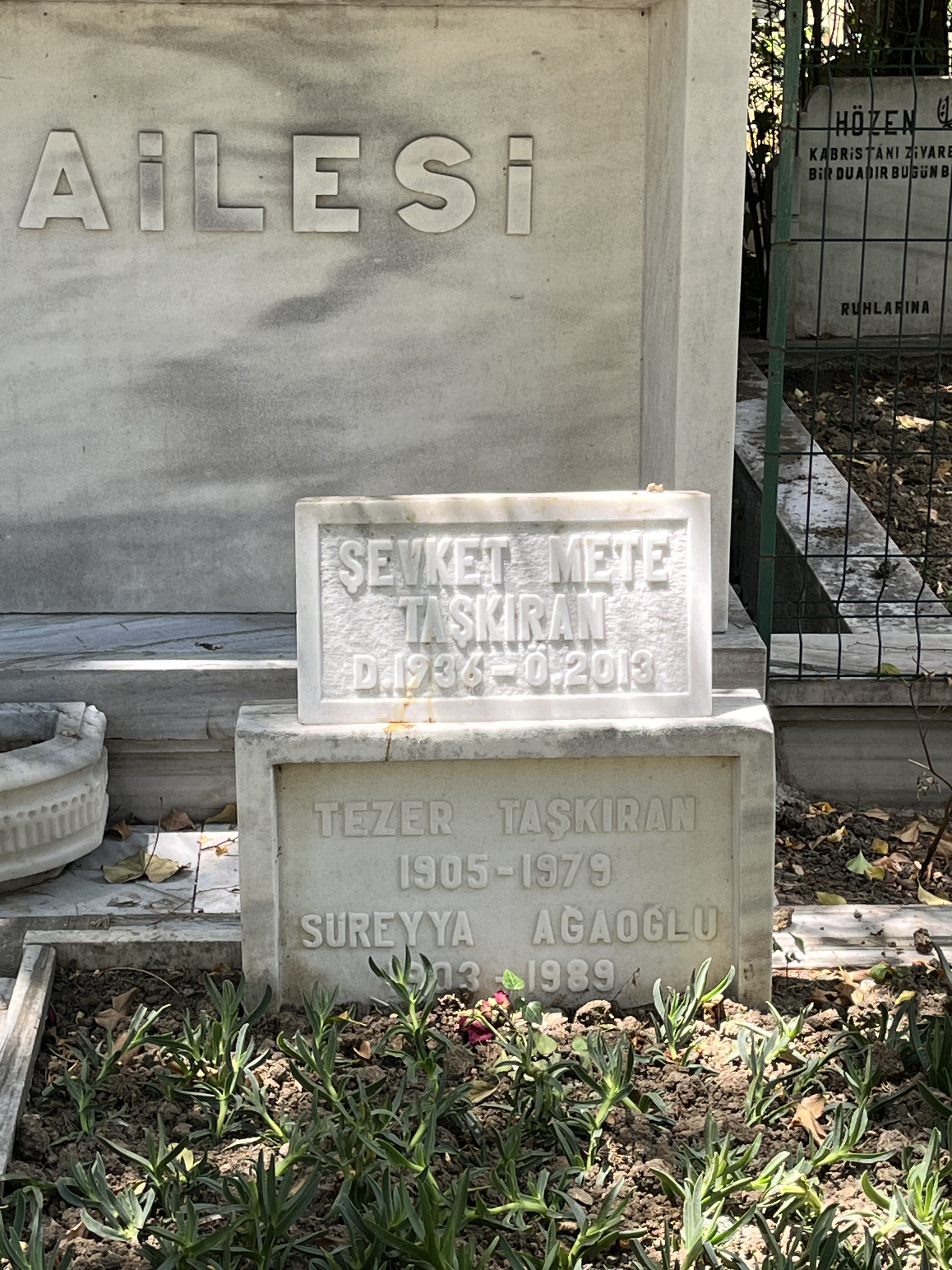
Могила Сурейи Агаоглу на кладбище Ферикёй